# Berlihu-Meta
Berlihu-Meta (Berleumeta) ist eine osttimoresische Aldeia im Suco Tohumeta (Verwaltungsamt Laulara, Gemeinde Aileu). 2015 lebten in der Aldeia 211 Menschen.

## Geographie
Die Aldeia Berlihu-Meta nimmt den gesamten Osten des Sucos Tohumeta ein. Westlich liegt die Aldeia Tohumeta. Im Südwesten grenzt Berlihu-Meta an den Suco Fatisi, im Süden an den Suco Seloi Craic, im Osten an den Suco Madabeno, im Nordosten an den Suco Cotolau und im Nordwesten an die Gemeinde Dili mit ihrem Suco Dare (Dili) (Verwaltungsamt Vera Cruz). Durch den Norden fließt der Bemos. Im Zentrum befindet sich der Hauptort der Aldeia Berlihu-Meta. Im Süden der Weiler Erfan.

## Politik
Bei den Kommunalwahlen in Osttimor 2009 wurde José Lemos zum Chefe de Aldeia gewählt. Die nächsten Wahlen fanden 2016 und 2023 statt.